# Nosítka

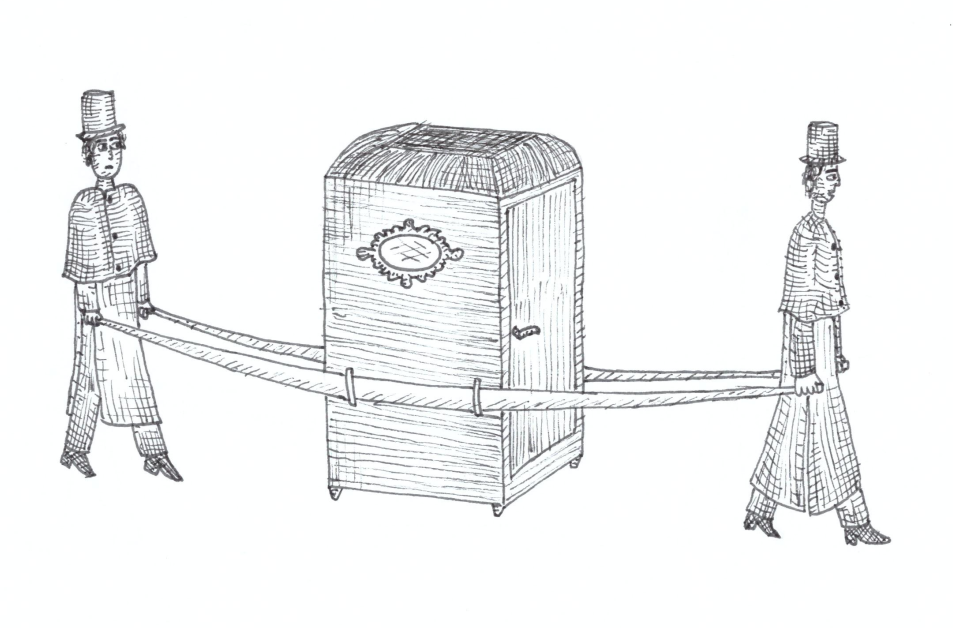
Dopravní nosítka (19. století)

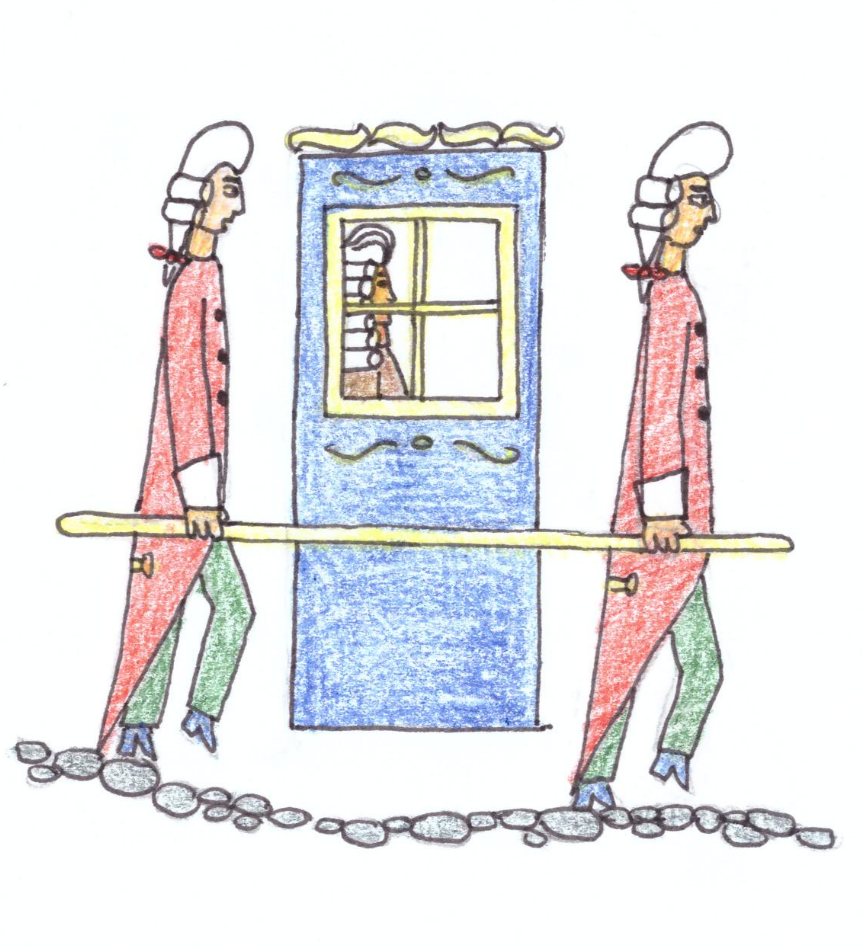
Dopravní nosítka v 18. století

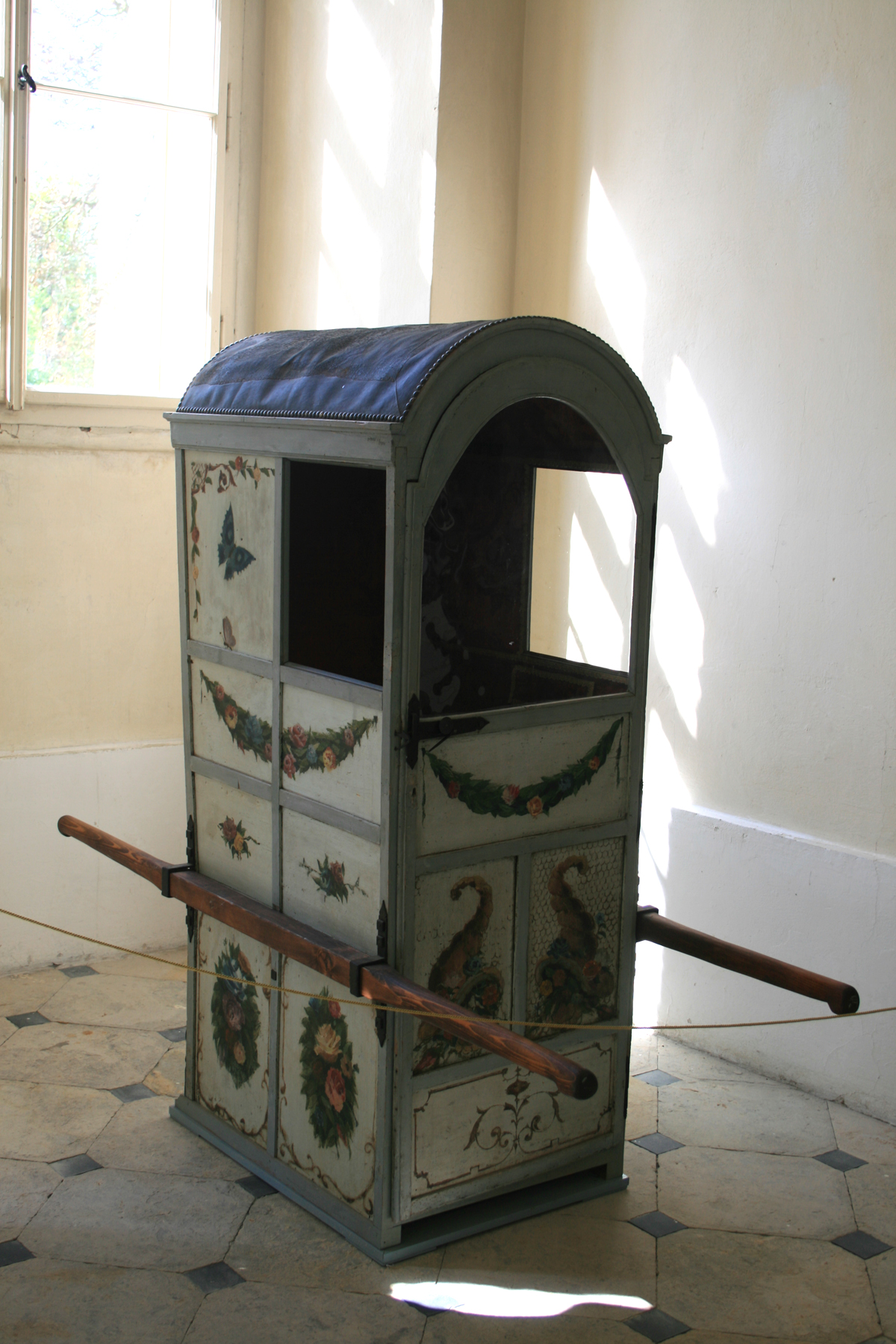
Zdobená dopravní nosítka

Nosítka jsou zařízení určená k ručnímu a pěšímu přenášení osob nebo věcí. Nejvýznamnějšího využití dnes nacházejí ve zdravotnictví, ale dříve se používala i k dopravě zdravých (zejména bohatších) osob na krátké vzdálenosti jakožto klasický dopravní prostředek.
Nosítka slouží rovněž k nošení dětí, viz dětská nosítka níže.

## Panská nosítka
Nosítka k dopravě osob, buď mocných či zámožných, nebo nemohoucích, se používala nejen v kulturách, které neznaly kolo na hřídeli nebo měly nedostatek tažných zvířat (mayská civilizace, atd.).
Nosítky se s oblibou dopravovali zámožní občané Starověkého Říma, kteří bydleli ve svých vilách daleko od měst a občas se tam potřebovali kvůli obchodu pohodlně přenést, v čemž jim pomáhali otroci.
V evropské společnosti 17., 18. a 19. století byla nosítka užívána k přepravě osob na kratší vzdálenosti, zejména po městech. Například v Brně fungovala v letech 1708–1776 nosítková doprava jako veřejná služba, což položilo základy dnešním taxislužbám.

## Nákladní nosítka
Nosítka se používala také k nákladní dopravě, a to různými způsoby. Například aztécká nákladní nosítka měla podobu pytle, zavěšeného za čelo a opřeného o záda nosiče. Tak dokázali Aztékové dopravit kamení a další materiál na stavbu pyramidy bez vozů a tažných zvířat.

## Zdravotnická nosítka

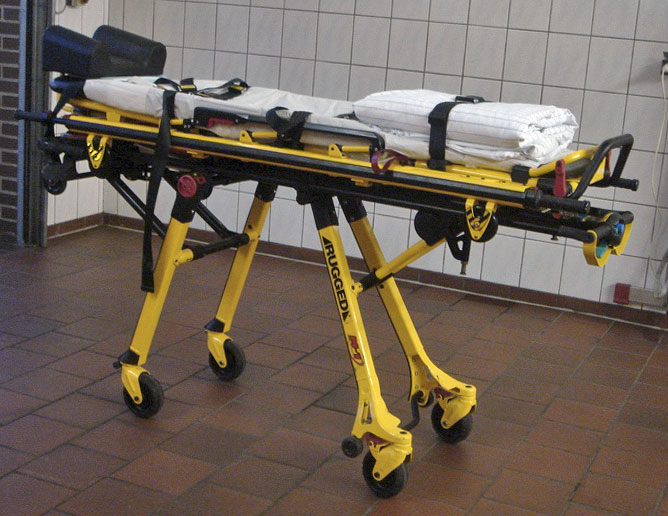
Nosítka (zdravotnická)

Ve zdravotnictví (nejčastěji v záchranářství) se nosítka používají k přenášení zraněných nebo jinak nemohoucích osob, především je-li třeba fixovat jejich polohu. Moderní kvalitní nosítka bývají kovová a mívají skládací nohy s kolečky. Také bývají vybavena polohovatelným podhlavníkem.

### Nakládání nemocného na nosítka
Nakládání na nosítka vyžaduje nácvik, při nakládání velí vždy zachránce u hlavy poraněného. Provádí se třemi způsoby:
- Navalením: tři nebo čtyři zachránci uchopí poraněného a navalí ho na bok obličejem k sobě, další zachránce přiloží nosítka k zádům zraněného a sklápí je do vodorovné polohy.

- Podsunutím: tři zachránci stojí obkročmo nad poraněným a čtvrtý má připravená nosítka tak, aby byla za hlavou zraněného, dále tři zachránci zvednou poraněného, první jistí hlavu a čtvrtý podsune pod zraněného nosítka.
- Ve stabilizované poloze: první zachránce drží raněného za bérec pokrčené dolní končetiny, druhý podsune své ruce pod pánev zraněného a uchopí jeho ramena, vždy jedna noha krajních zachránců musí být mezi žerděmi nosítek. Na ni přenesou při zvedání poraněného svoji váhu.[2]

## Dětská nosítka
Na nošení dětí se používají dětská, ideálně ergonomická nosítka.
Nošení dětí bylo tradičním způsobem transportu dětí na českých vesnicích užívaný ještě před 2.světovou válkou, místy dokonce i po ní,. Děti se nosily v prostěradlech, nebo i ve velkých pruzích látky či pytloviny používaných k odnášení sena z polí a jinému transportu objemných nákladů,v tzv. loktuších. Dnes je nošení dětí poměrně populární, jelikož velmi usnadňuje soužití rodičů s miminkem. Stále se nosí v šátcích, nosítka jsou ale stále oblíbenější.